# Église Saint-Alphège de Solihull
Pour les articles homonymes, voir Église Saint-Alphège.
L'église Saint-Alphège est une église paroissiale de l'Église d'Angleterre située à Solihull, dans les Midlands de l'Ouest.
Elle est dédiée à Alphège, archevêque de Cantorbéry martyrisé par les Danois en 1012.
C'est un monument classé de Grade I depuis 1949